# Mario Boyé
Mario Emilio Heriberto Boyé (Buenos Aires, 30 luglio 1922 – Buenos Aires, 21 luglio 1992) è stato un calciatore e attore argentino nel ruolo di attaccante. Era soprannominato el Atómico o el Matador.

## Caratteristiche tecniche
Era un'ala destra.

## Carriera

### Calcio

#### Club

##### Boca Juniors
Forte attaccante, giocò con profitto in Sudamerica e in Europa. Dal 1936 al 1949 giocò nel Boca Juniors, con cui debuttò l'8 giugno 1941 in una partita contro l'Independiente de Avellaneda. Con gli Xeneizes vinse due campionati, nel 1943 e 1944, e a livello internazionale due Coppe de Confraternidad Escobar - Gerona nel 1945 e nel 1946, segnando 108 reti in 190 incontri.

##### Genoa
Lasciò l'Argentina nella stagione 1949-50 per approdare nel Genoa. Nella stagione in Italia Boyé si mise in luce per le sue indiscusse doti realizzative andando a segno in 18 partite 12 volte, 4 nella sola sfida interna dell'8 gennaio 1950 contro la Triestina, una squadra sino a quel momento settima miglior difesa del campionato in corso e considerata dal Corriere dello Sport dotata di una difesa "tra le migliori d'Italia", terminata 6-2; tale partita fu l'ultima in cui segnò. Abbandonò infatti a stagione in corso la compagine con una fuga rocambolesca, facendo ritorno in Argentina per ragioni familiari. Si parla soprattutto di nostalgia della moglie Elsa per l'Argentina e la sua vita mondana, al confronto con la tranquilla Genova. Celebre la sua frase «En Italia me muero.». Altre cause potrebbero probabilmente essere la delusione dello stesso Boyè per la scarsa competitività della compagine rossoblu, che alla fine del girone d'andata era al quindicesimo posto in classifica, a 7 punti dall'ultima in classifica e 18 dalla capolista.

##### Ritorno nell'America Latina
Trova ingaggio in Colombia col Millonarios nel periodo del cosiddetto El Dorado, dove rimane pochi mesi, giocandovi alcune amichevoli; arriva però ad un accordo con il Racing Club con cui giocherà dal 1950 al 1953, diventandone un giocatore importante e aggiungendo ai suoi successi altri due campionati argentini, 1950 e nel 1951. Chiude l'esperienza nel club di Avellaneda nel 1953 per passare nel 1954 al Huracán per tornare nel 1955 al Boca Juniors. Nel campionato nazionale del 1951, anno in cui chiude la carriera agonistica, segnò un gol nella finale.
Nel 1960 tornò brevemente al Boca Juniors come manager.

#### Nazionale
Boyé vestì la maglia albiceleste 17 volte mettendo a segno 7 reti, debuttando in una partita terminata 4-2 contro l'Ecuador, il 31 gennaio 1945. La sua avventura in nazionale coincise con il dominio assoluto dell'Argentina che portò alla vittoria di tre Coppe America consecutive dal 1945 al 1947.

### Cinema
Boyé apparve anche in due pellicole: il documentario sportivo Con los mismos colores nel 1949 e il film El hijo del crack del 1953.

## Palmarès

### Club

#### Competizioni nazionali
- Campionato argentino: 4

Boca Juniors: 1943, 1944
Racing Club: 1950, 1951
- Copa de Confraternidad Escobar - Gerona: 2

Boca Juniors: 1945, 1946

### Nazionale
- Coppa America: 3

1945, 1946, 1947

### Individuale
- Capocannoniere del campionato argentino: 1

1946 (24 reti)

## Filmografia

### Attore
- Con los mismos colores (1949)
- El hijo del crack (1953)